# 營團7000系電力動車組
營團7000系電聯車（日语：／ Eidan 7000-kei densha */?）是於1974年（昭和49年）登場的帝都高速度交通營團（營團）的通勤型電聯車。2004年（平成16年）4月營團民營化，由東京地下鐵繼承。
至1989年（平成元年）為止共製造10輛編組34列，合計340輛。製造商包括日本車輛製造、東急車輛製造、川崎重工業及近畿車輛。